# Perfect 10
Ne doit pas être confondu avec Perfect 10 Productions.
Perfect 10 est un magazine de charme américain, paraissant quatre fois dans l'année.

## Histoire
Il a été fondé en 1997 par Norm Zadeh en réaction au règne de la chirurgie esthétique dans le milieu des mannequins et modèles américains, après qu'une de ses amies eut été refusée par Playboy pour « mensurations insuffisantes ». Le thème de la beauté naturelle est devenu le mot d'ordre du magazine, qui ne présente que des modèles n'ayant pas subi d'opérations esthétiques, et souvent sans maquillage.
Perfect 10 fait souvent office de découvreur de beautés. Beaucoup de ses modèles ont connu le succès après avoir posé dans ses pages, posant par la suite pour Playboy ou Penthouse, comme Jodi Ann Paterson. La majorité des modèles proviennent des pays d'Europe de l'Est, d'autres des États-Unis ou du Brésil.
Depuis 2007 le magazine n'est plus publié, seul le site internet continue.

## Procès divers
- Perfect 10 contre Google, Inc. en 2005 à la suite d'un mauvais référencement des images thumbnail de Perfect 10 dans le moteur de recherche. Google fut acquitté par la cour de justice de Californie en 2007.
- Perfect 10 contre CCBill & Net Pass Systems, Inc., en 2006 à la suite d'un problème de marque déposée et de copyright.
- Perfect 10 contre Amazon.com en 2007[1].
- Perfect 10 contre RapidShare en 2010[2].
- Perfect 10 contre OVH en 2014.